# Ingamay Bylund
Ingamay Bylund, née le 25 septembre 1947 à Skog, est une cavalière suédoise de dressage. 
Elle est médaillée de bronze de dressage par équipe aux Jeux olympiques d'été de 1984 à Los Angeles.